# Hufiec ZHP Częstochowa

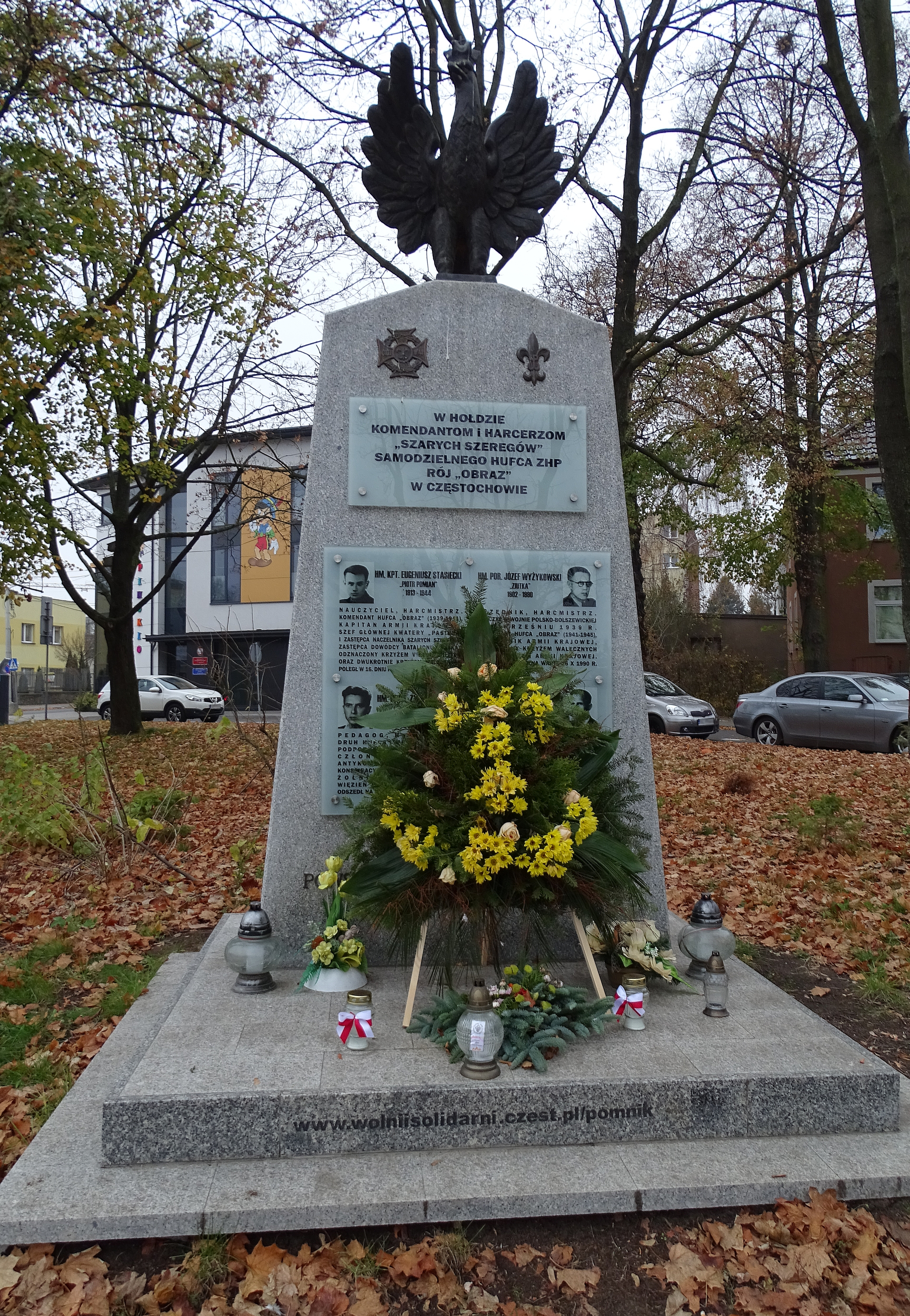
Pomnik upamiętniający częstochowski rój "Obraz" Szarych Szeregów. Skwer druha Zygmunta Łęskiego Częstochowa.

Hufiec ZHP Częstochowa – terytorialna wspólnota gromad, drużyn, kręgów i innych jednostek harcerskich Związku Harcerstwa Polskiego na terenie powiatu grodzkiego Częstochowa oraz gmin (wszystkie w powiecie częstochowskim) Dąbrowa Zielona, Janów, Kamienica Polska, Kłomnice, Koniecpol, Konopiska, Kruszyna, Mstów, Mykanów, Olsztyn, Poczesna, Przyrów, Rędziny, Starcza. Hufiec skupia obecnie ok. 900 harcerzy i zuchów.

## Historia
Początki ruchu harcerskiego na terenie ziemi częstochowskiej sięgają roku 1912, kiedy to 21 października 1912 utworzona została Drużyna Skautów, która przyjęła imię mjr. W. Łukasińskiego pod dowództwem Adama Fidziańskiego. Głównym zadaniem Drużyny były przygotowanie skautów do zbrojnej walki o niepodległość.
Rok później siły rosyjskie aresztowały i osadziły w częstochowskim więzieniu część starszych aktywistów Drużyny. Powodem była ich propolska działalność. W tym samym roku powstał wpierw żeński zastęp, a później – 19 października, Drużyna Skautek im. J. Poniatowskiego przy żeńskim gimnazjum (obecnym I LO im. J. Słowackiego) pod komendą Marii Żurkówny.
W chwili wybuchu I wojny światowej część skautów wstąpiła do Legionów Polskich, zaś pozostali i skautki uczestniczyły w akcjach propagandowych, opiekowali się legionistami, itd. Skauci częstochowscy walczyli m.in. w bitwach pod Łowczówkiem, Krzywopłotami, w Karpatach, o Wilno, o Lwów, przeciw bolszewikom, w III powstaniu śląskim.
Jesienią 1914 utworzona została 2. Drużyna Skautów im. T. Kościuszki w wyniku sporów politycznych w związanej ideowo z działalnością J. Piłsudskiego Drużynie im. Łukasińskiego. Drużyna im. Kościuszki skupiała skautów skłaniających się ku Narodowej Demokracji. W 1915 utworzono pocztę skautową, a drużyny weszły w skład Polskiej Organizacji Skautowej jako okręg VII (a – męski i b – żeński). Rok później – po zjednoczeniu organizacji harcerskich, drużyny podlegały władzy Naczelnej Komendzie Skautowej w Warszawie, działającej w ramach ZHP.
W 1917 na terenie Częstochowy działało 5 drużyn, które od 1923 weszły w skład chorągwi zagłębiowskiej. Okres międzywojenny był czasem rozwoju duchowego i fizycznego harcerzy. Uczestniczyli oni w zawodach, zlotach, wymianach międzynarodowych.
W sierpniu 1939 harcerze zorganizowali Harcerskie Pogotowie Wojenne. Na początku wojny harcerze pełnili służbę pomocniczą w obronie przeciwlotniczej i przeciwgazowej, na punktach obserwacyjnych, w szpitalach, a także (starsi działacze) podjęli walkę wstępując do jednostek WP. W okupowanej Częstochowie harcerze zajęli się pomocą osadzonym w obozach przejściowych. 17 października 1939 zorganizowano Szare Szeregi – rój (tj. odpowiednik hufca) "Obraz", pod komendą Eugeniusza Stasieckiego ps. Piotr Pomian (do 1941, później Józef Wyżkowski) podległego pierwotnie Pasiece (Komendzie Głównej), a od 1943/44 ulowi (chorągwi) "Warta". W Lublińcu powstała organizacja Orzeł Biały, w większości zrzeszająca harcerzy. Na wiosnę 1940 powstał w dzielnicy Raków drugi pluton Szarych Szeregów. W wyniku współpracy roju z Obwodem Związku Walki Zbrojnej zainicjowano utworzenie kompanii Szarych Szeregów oraz Szkoły Podchorążych Rezerwy ZWZ i Szkoły Podoficerskiej. Pod koniec 1942 przeorganizowano strukturę Szarych Szeregów na terenie Częstochowy, utworzono względem wieku trzy grupy: Zawiszaki, Grupy Szturmowe, Bojowe Szkoły. Na przełomie 1942/43 harcerze pomagali w ucieczkach z częstochowskiego getta oraz nieśli pomoc materialną jego mieszkańcom. W 1944 przeszkoleni wojskowo harcerze dołączyli do oddziału AK por. Jerzego Kurpińskiego, zaś harcerki zasiliły szeregi pomocniczej służby kobiet.
Ponadto harcerze Szarych Szeregów uczestniczyli przez cały okres wojny w akcjach małego sabotażu, prowadzili spisy zdrajców (Dział Oskarżenia Publicznego). Wielu z nich zginęło lub zostało wziętych do niewoli.
W styczniu 1945 Szare Szeregi przestały mieć charakter konspiracyjny, a w marcu powołany został hufiec. Okres odrodzenia harcerstwa (do 1949) pełny był niechęci władz wobec postaw patriotycznych. Ostatecznie w 1950 roku harcerstwo, także ziemi częstochowskiej, podporządkowane zostaje Związkowi Młodzieży Polskiej tworząc Miejską Organizację Harcerską ZMP. Ruch antykomunistycznego skautingu na terenie Częstochowy wyrażał się poprzez działalność Harcerstwa Polskiego, Orląt Mścicieli, Ojczyzny-Nauki-Cnoty, Polskiej Organizacji Młodzieży – Skaut.
Od 1973 hufiec został podporządkowany Federacji Socjalistycznych Związków Młodzieży Polskiej. Dwa lata później powstaje Chorągiew Częstochowska. W okresie stalinizmu i PRL-u ZHP zostaje podporządkowane władzy, harcerze uczestniczą w pochodach pierwszomajowych itd. W 1979 nastąpiło nadanie hufcowi imienia 6. Warszawskiego Pułku Zmechanizowanego.
W 1981 w wyniku tzw. odnowy harcerstwa na terenie hufca powrócono do dawnych tradycji i symboliki. W czasie stanu wojennego część harcerzy zaangażowała się w działalność „Solidarności”.
W wyniku przemian gospodarczych i społeczno-politycznych także na terenie Częstochowy dochodzi do powstania harcerskich organizacji alternatywnych.